# Хази, Тибор
Тибор Хоффман (нем. Tibor Hoffman), ставший известным как Тибор Хази (венг. Házi Tibor, 9 февраля 1912—1999) — венгерский и американский игрок в настольный теннис, призёр чемпионатов мира. По национальности — еврей.

## Биография
Родился в 1912 году. В связи с тем, что в то время в венгерском обществе царили сильные антисемитские настроения, сменил фамилию на венгерскую. В 1931—1938 годах в составе сборной Венгрии участвовал в чемпионатах мира по настольному теннису. В 1937 году женился на другой известной представительнице венгерского настольного тенниса — Магде Галь.
В марте 1939 года семья, опасаясь за свою жизнь, эмигрировала в США. В ноябре 1941 года Тибор Хази принял американское гражданство. В 1954 году принял участие в чемпионате мира в составе сборной США, но медалей не завоевал.